# Clement De Jonghe
Clement De Jonghe (1624-1677) est un graveur, éditeur et marchand d'estampes néerlandais.

## Biographie
Clement De Jonghe est né vers 1624-1625 à Brunsbüttel dans l'arrondissement de Dithmarse, une zone côtière dans le nord de l'Allemagne. Il demeure actif en Allemagne de 1639 à 1643.
Il est actif à Amsterdam de 1643 à sa mort en 1677. Ami de Rembrandt, il a obtenu jusqu'à 74 de ses estampes, et s'est vu réaliser un portrait gravé portant son nom en 1651.
Avec plus de 60 000 estampes, Clement De Jonghe est un acteur majeur sur le marché de l'art. Sa collection de plaques de cuivre (y compris les 74 eaux-fortes de Rembrandt) a été vendue aux enchères à Amsterdam le 14 juin et le 25 octobre 1679.
Il a édité de nombreux artistes dont Hendrik Bary, Abraham Bloteling ou Cornelis van Dalen II.
Il meurt en juin 1677, probablement le 25, le jour même où il a été enterré dans la vieille église d'Amsterdam.